# Rovérsio
Rovérsio, właśc. Rovérsio Rodrigues de Barros (ur. 17 stycznia 1984 w Igarassu) – brazylijski piłkarz występujący na pozycji środkowego obrońcy.

## Kariera
Rovérsio zaczynał swoją karierę w brazylijskim klubie Santa Cruz Recife jednakże nie zadebiutował w zespole seniorów. W 2004 roku, piłkarz przeprowadził się do Portugalii, gdzie rozpoczął występy w drużynie Gil Vicente. W ekstraklasie Portugalii zadebiutował 28 sierpnia 2004 roku w meczu przeciwko Sportingowi, przegranym przez Gil Vicente 2:3. Przez kolejne trzy sezony wystąpił w 72 meczach w barwach Gil Vicente, strzelił trzy gole i był ważnym filarem defensywy zespołu z Barcelos.
W 2007 podpisał roczny kontrakt z zespołem FC Paços de Ferreira po czym przeprowadził się do zespołu Osasuny Pampeluna. 13 listopada 2008 roku, w meczu Pucharu Hiszpanii przeciwko drużynie Getafe CF, Rovérsio nabawił się poważnej kontuzji kolana, która uniemożliwia mu grę do końca sezonu. Do gry powrócił dopiero na początku 2010 roku w spotkaniu z Realem Madryt. W sierpniu Rovérsio wypożyczono do Betisu. W 2011 roku wrócił do Osasuny.
W 2012 roku przeszedł do Ordusporu.